# Megachile macneilli
Megachile macneilli là một loài Hymenoptera trong họ Megachilidae. Loài này được Mitchell mô tả khoa học năm 1957.